# Lliga ACB 1985/86
La temporada 1985-86 de la lliga ACB va tenir lloc des del 21 de setembre de 1985 fins al 10 de maig de 1986, i va ser la tercera temporada de la lliga ACB. Hi van participar 16 equips. El sistema de campionat era el mateix que el de la temporada anterior.
La temporada va estar caracteritzada pels reforços dels dos principals equips, el FC Barcelona i el Real Madrid, que van dominar la lliga. També van destacar el Ron Negrita Joventut, que va apostar per una plantilla basada en jugadors de planter com Jordi Villacampa o José Antonio Montero, i el CAI Zaragoza dirigit per Manel Comas. El campió de la lliga va ser el Real Madrid, que va vèncer en la final de playoffs per 2 partits a 0 al FC Barcelona.

## Equips participants
| Club                    | Entrenador          | Ciutat            | Pavelló                         | Capacitat | 1984-85   |
| ----------------------- | ------------------- | ----------------- | ------------------------------- | --------- | --------- |
| Real Madrid             | Lolo Sainz          | Madrid            | Ciudad Deportiva                | 4.000     | 1r        |
| Ron Negrita Joventut    | Miquel Nolis        | Badalona          | Pavelló del Joventut            | 4.000     | 2n        |
| FC Barcelona            | Aíto García Reneses | Barcelona         | Palau Blaugrana                 | 5.500     | 3r        |
| Licor 43                | Miguel López Abril  | Santa Coloma      | Municipal de Santa Coloma       | 4.500     | 4t        |
| Cacaolat Granollers     | Jesús Codina        | Granollers        | Municipal de Granollers         | 2.000     | 5è        |
| Breogán Caixa Galicia   | Pablo Casado        | Lugo              | Municipal de Lugo               | 3.500     | 6è        |
| Estudiantes Caja Postal | Francisco Garrido   | Madrid            | Polideportivo Magariños         | 2.500     | 7è        |
| CAI Zaragoza            | Manel Comas         | Saragossa         | Pabellón Municipal de Deportes  | 3.500     | 8è        |
| Fórum Valladolid        | Mario Pesquera      | Valladolid        | Polideportivo Huerta del Rey    | 3.800     | 9è        |
| Caja de Álava           | Pepe Laso           | Vitòria           | Mendizorroza                    | 3.500     | 10è       |
| Clesa Ferrol            | Moncho Monsalve     | Ferrol            | Pabellón Municipal Punta Arnela | 5.500     | 11è       |
| Juver Espanyol          | Guifré Gol          | Barcelona         | Palau dels Esports              | 8.000     | 12è       |
| Cajamadrid              | Tomás González      | Alcalá de Henares | Municipal de Alcalá             | 3.000     | 13è       |
| Claret Las Palmas       | Santiago Alonso     | Las Palmas        | Municipal de Tarnaraceite       | 3.500     | 1r (1a B) |
| Magia Huesca            | Arturo Ortega       | Osca              | Municipal de Huesca             | 4.000     | 2n (1a B) |
| TDK Manresa             | Juan Jiménez        | Manresa           | El Congost                      | 2.000     | 3r (1a B) |

## Liga regular

### Primera fase
| Pos | Equip                   | J  | G  | P  | PF   | PC   |
| --- | ----------------------- | -- | -- | -- | ---- | ---- |
| 1   | Real Madrid             | 14 | 12 | 2  | 1383 | 1097 |
| 2   | FC Barcelona            | 14 | 12 | 2  | 1429 | 1178 |
| 3   | Cacaolat Granollers     | 14 | 8  | 6  | 1242 | 1224 |
| 4   | Estudiantes Caja Postal | 14 | 7  | 7  | 1246 | 1300 |
| 5   | Cajamadrid              | 14 | 6  | 8  | 1107 | 1244 |
| 6   | Clesa Ferrol            | 14 | 5  | 9  | 1177 | 1244 |
| 7   | Fórum Valladolid        | 14 | 3  | 11 | 1159 | 1232 |
| 8   | Magia Huesca            | 14 | 3  | 11 | 1128 | 1273 |

| Pos | Equip                 | J  | G  | P  | PF   | PC   |
| --- | --------------------- | -- | -- | -- | ---- | ---- |
| 1   | Ron Negrita Joventut  | 14 | 13 | 1  | 1355 | 1167 |
| 2   | CAI Zaragoza          | 14 | 11 | 3  | 1293 | 1216 |
| 3   | Juver Espanyol        | 14 | 9  | 5  | 1219 | 1227 |
| 4   | Breogán Caixa Galicia | 14 | 7  | 7  | 1238 | 1272 |
| 5   | Caja de Álava         | 14 | 6  | 8  | 1216 | 1256 |
| 6   | Licor 43              | 14 | 5  | 9  | 1226 | 1246 |
| 7   | TDK Manresa           | 14 | 4  | 10 | 1154 | 1213 |
| 8   | Claret Las Palmas     | 14 | 1  | 13 | 1067 | 1171 |

J = Partits jugats; G = Partits guanyats; P = Partits perduts; PF = Punts a favor; PC = Punts en contra

### Segona fase
| Pos | Equip                   | J  | G  | P  | PF   | PC   |
| --- | ----------------------- | -- | -- | -- | ---- | ---- |
| 1   | Real Madrid             | 14 | 12 | 2  | 1392 | 1174 |
| 2   | FC Barcelona            | 14 | 11 | 3  | 1394 | 1201 |
| 3   | Ron Negrita Joventut    | 14 | 9  | 5  | 1314 | 1275 |
| 4   | CAI Zaragoza            | 14 | 8  | 6  | 1322 | 1325 |
| 5   | Estudiantes Caja Postal | 14 | 8  | 6  | 1331 | 1308 |
| 6   | Juver Espanyol          | 14 | 5  | 9  | 1190 | 1330 |
| 7   | Breogán Caixa Galicia   | 14 | 2  | 12 | 1193 | 1395 |
| 8   | Cacaolat Granollers     | 14 | 1  | 13 | 1169 | 1297 |

| Pos | Equip             | J  | G  | P  | PF   | PC   |
| --- | ----------------- | -- | -- | -- | ---- | ---- |
| 1   | Caja de Álava     | 14 | 10 | 4  | 1179 | 1130 |
| 2   | TDK Manresa       | 14 | 10 | 4  | 1207 | 1117 |
| 3   | Fórum Valladolid  | 14 | 8  | 6  | 1148 | 1092 |
| 4   | Clesa Ferrol      | 14 | 7  | 7  | 1132 | 1100 |
| 5   | Magia Huesca      | 14 | 6  | 8  | 1166 | 1207 |
| 6   | Claret Las Palmas | 14 | 6  | 8  | 1099 | 1232 |
| 7   | Cajamadrid        | 14 | 5  | 9  | 1193 | 1235 |
| 8   | Licor 43          | 14 | 4  | 10 | 1156 | 1167 |

J = Partits jugats; G = Partits guanyats; P = Partits perduts; PF = Punts a favor; PC = Punts en contra

## Play Off

### Play Off per al títol
| Estudiantes Caja Postal | 2 | - | 0 | Clesa Ferrol     |
| Juver Espanyol          | 2 | - | 1 | Fórum Valladolid |
| Breogán Caixa Galicia   | 2 | - | 0 | TDK Manresa      |
| Cacaolat Granollers     | 2 | - | 0 | Caja de Álava    |

|  | Quarts de final           | Quarts de final        |                |   | Semifinals | Semifinals |  |  | Final | Final |
|  |                           |                        |                |   |            |            |  |  |       |       |
|  |                           |                        |                |   |            |            |  |  |       |       |
|  |                           |                        |                |   |            |            |  |  |       |       |
|  | 1 Real Madrid             | 2                      |                |   |            |            |  |  |       |       |
|  | 1 Real Madrid             | 2                      |                |   |            |            |  |  |       |       |
|  | 8 Cacaolat Granollers     | 0                      |                |   |            |            |  |  |       |       |
|  | 8 Cacaolat Granollers     | 0                      | 1 Real Madrid  | 2 |            |            |  |  |       |       |
|  |                           |                        | 1 Real Madrid  | 2 |            |            |  |  |       |       |
|  |                           | 4 CAI Zaragoza         | 0              |   |            |            |  |  |       |       |
|  | 2 FC Barcelona            | 4 CAI Zaragoza         | 0              | 2 |            |            |  |  |       |       |
|  | 2 FC Barcelona            |                        |                | 2 |            |            |  |  |       |       |
|  | 7 Breogán Caixa Galicia   | 0                      |                |   |            |            |  |  |       |       |
|  | 7 Breogán Caixa Galicia   | 0                      | 1 Real Madrid  | 2 |            |            |  |  |       |       |
|  |                           |                        | 1 Real Madrid  | 2 |            |            |  |  |       |       |
|  |                           | 2 FC Barcelona         | 1              |   |            |            |  |  |       |       |
|  | 3 Ron Negrita Joventut    | 2 FC Barcelona         | 1              | 2 |            |            |  |  |       |       |
|  | 3 Ron Negrita Joventut    |                        |                | 2 |            |            |  |  |       |       |
|  | 6 Juver Espanyol          | 0                      |                |   |            |            |  |  |       |       |
|  | 6 Juver Espanyol          | 0                      | 2 FC Barcelona | 2 |            |            |  |  |       |       |
|  |                           |                        | 2 FC Barcelona | 2 |            |            |  |  |       |       |
|  |                           | 3 Ron Negrita Joventut | 1              |   |            |            |  |  |       |       |
|  | 4 CAI Zaragoza            | 3 Ron Negrita Joventut | 1              | 2 |            |            |  |  |       |       |
|  | 4 CAI Zaragoza            |                        |                | 2 |            |            |  |  |       |       |
|  | 5 Estudiantes Caja Postal | 0                      |                |   |            |            |  |  |       |       |
|  | 5 Estudiantes Caja Postal | 0                      |                |   |            |            |  |  |       |       |

| Campeón de la Liga ACB 1985-86 |
| ------------------------------ |
| Real Madrid Tercer títol       |

### Play Off per a la permanència
| Magia Huesca      | 2 | - | 1 | Licor 43   |
| Claret Las Palmas | 1 | - | 2 | Cajamadrid |
| Magia Huesca      | 2 | - | 1 | Cajamadrid |

Pel qual el Magia Huesca aconsegueix la permanència. La resta d'equips baixen a Primera B.

## Classificació final
| Pos | Equip                   | J  | G  | P  |
| --- | ----------------------- | -- | -- | -- |
| 1   | Real Madrid             | 28 | 24 | 4  |
| 2   | FC Barcelona            | 28 | 23 | 5  |
| 3   | Ron Negrita Joventut    | 28 | 22 | 6  |
| 4   | CAI Zaragoza            | 28 | 19 | 9  |
| 5   | Estudiantes Caja Postal | 28 | 15 | 13 |
| 6   | Juver Espanyol          | 28 | 14 | 14 |
| 7   | Breogán Caixa Galicia   | 28 | 9  | 19 |
| 8   | Cacaolat Granollers     | 28 | 9  | 19 |
| 9   | Caja de Álava           | 28 | 16 | 12 |
| 10  | TDK Manresa             | 28 | 14 | 14 |
| 11  | Fórum Valladolid        | 28 | 11 | 17 |
| 12  | Clesa Ferrol            | 28 | 12 | 16 |
| 13  | Magia Huesca            | 28 | 9  | 19 |
| 14  | Cajamadrid              | 28 | 11 | 17 |
| 15  | Claret Las Palmas       | 28 | 7  | 21 |
| 16  | Licor 43                | 28 | 9  | 19 |

|  | Campió, Copa d'Europa            |
|  | Classificats per a la Recopa     |
|  | Classificats per a la Copa Korać |
|  | Baixen a Primera B               |

Pugen a la Lliga ACB: Oximesa Granada (Granada), Caja Bilbao (Bilbao), Cajacanarias (La Laguna)